# DG/UX
DG/UXは、データゼネラル社が Eclipse MVミニコンピュータライン用に開発し廃止されたUnix オペレーティングシステムで、後に AViiON ワークステーションとサーバライン (Motorola 88000 と Intel IA-32 ベースのバリアント) 用として開発された。 

## 概要
1985年3月にリリースされたDG/UX 1.00は、UNIX System V Release 2をベースに4.1BSDから追加を行ったOSである。1987年までに DG/UX 3.10 がリリースされ、4.2BSD TCP/IP ネットワーキング、NFS、X Window System が含まれた。1988年にリリースされたDG/UX 4.00は、System V Release 3をベースにシステムを包括的に再設計したもので、Eclipse MV上での対称型マルチプロセッシングをサポートしていた。4.00ファイルシステムは、AOS/VS IIファイルシステムをベースにしており、論理ディスク機能を使用して複数のディスクにまたがることができた。1991年頃にリリースされたDG/UX 5.4は、従来のUnixファイルバッファキャッシュを、統合されたデマンドページ型の仮想メモリ管理に置き換えた。その後のバージョンはSystem V Release 4をベースにしていた。 
AViiONでは、DG/UXはマルチプロセッサマシンをサポートしていたが、Unixのほとんどのバリアントではサポートされていなかった。DG/UXは他のUnixバリアントよりも完成度が高く、例えば、完全なCコンパイラ(gcc)や論理ボリュームマネージャなどが含まれるなど、OSは小さくてコンパクトにもかかわらず、機能は豊富であった。インストールはシンプルで簡単で、メモリや処理能力の膨大なリソースを必要としなかった。例えば、6個のPentium Proを持ったAViiONは、テキスト端末を使用する数百人のユーザをサポートした。 
OSに組み込まれたボリュームマネージャはシンプルだが、非常に強力だった。ファイルシステムをオフラインにすることなく、すべてのディスク管理をオンラインで実行できた。これには、拡張、再配置、ミラーリング、縮小が含まれる。スワップ領域でも同様の機能を実行できるため、ダウンタイムなしでディスクストレージをインプレース(その場)で移行できた。DG/UX 5.4では、1991年にファイルシステムの縮小、「スプリットミラー」オンラインバックアップ、最大2TBのファイルシステム、ファイルシステムジャーナリングをサポートしていた。当時、同様の機能を提供しているベンダーはほとんどなかった。 
後のバージョンでは、ハイエンドのマルチプロセッサNUMA AViiONシステムをサポートするために、プロセッサとメモリの親和性のサポートが追加された。 